# 布蓋奇哈河
布蓋奇哈河（烏克蘭語：Бугайчиха），是烏克蘭的河流，位於該國東北部蘇梅州，屬於蘇拉河的右支流，流經羅姆內區，河道全長28公里，流域面積179平方公里。